# 颱風康芮 (2024年)
颱風康芮（英語：Typhoon Kong-rey，國際編號：2421，聯合颱風警報中心：WP232024，菲律賓大氣地球物理和天文服務管理局：Leon）是2024年太平洋颱風季第21個被命名的風暴。「康芮」一名由柬埔寨提供，指柬埔寨民間傳說中一位漂亮少女，亦是一個山名。
因應「康芮」在菲律賓造成严重的經濟損失，被菲律賓在第57屆颱風委員會年會申請退役，在2025年2月舉行的第57次颱風委員會會議上獲該會接納把康芮從命名表中除名，以後將不再使用，新名將在58屆世界氣象組織颱風委員會會議上公布。此外，菲律賓大氣地球物理暨天文管理局亦把當地名稱「Leon」除名，由「Lekep」取代。

## 發展過程
10月21日，一個熱帶擾動在馬里亞納群島東南方海域生成，美國海軍研究實驗室給予其擾動編號99W（原98W）。
10月24日早上8時，日本氣象廳直接將其升格為熱帶低氣壓，對其發布烈風警報，同時交通部中央氣象署將其升格為熱帶低氣壓，給予編號TD25。上午11時，聯合颱風警報中心將其評級提升為「高」，並對其發布熱帶氣旋形成警報。
10月25日早上6時，日本氣象廳將其升格為熱帶風暴，並命名為「康妮」，給予國際編號2421。早上8時，聯合颱風警報中心將其升格為熱帶低氣壓，給予熱帶氣旋編號23W。同時，香港天文台將其升格為熱帶低氣壓，台灣中央氣象署將其升格為輕度颱風。下午2時，香港天文台將其升格為熱帶風暴。 
10月26日凌晨2時，澳門氣象局將其升格為熱帶風暴。
10月28日凌晨2時，香港天文台將其升格為強烈熱帶風暴。上午8時，日本氣象廳和澳門氣象局將其升格強烈熱帶風暴。
10月29日凌晨2時，中華民國中央氣象署將其升格為中度颱風。同時，聯合颱風警報中心將其升格為颱風。上午8時，日本氣象廳、香港天文台和澳門氣象局將其升格為颱風。晚上8時，香港天文台和澳門氣象局將其升格為強颱風。同時，日本氣象廳將其升格為強烈颱風。
10月30日上午8時，香港天文台和澳門氣象局將其升格為超強颱風。同時台灣中央氣象署將其升格為強烈颱風，聯合颱風警報中心將其升格為超級颱風。下午2時，聯合颱風警報中心將其降格為颱風。
中華民國中央氣象署表示康芮在10月31日下午1時40分於臺東縣成功鎮登陸。下午2時，香港天文台和澳門氣象局將其降格為強颱風。下午5時半，台灣中央氣象署將其降格為中度颱風。下午6時40分，康妮於雲林縣麥寮鄉出海。晚上8時，香港天文台和澳門氣象局將其降格為颱風。晚上9時，日本氣象廳將其降格為颱風。晚上11時，澳門氣象局將其降格為強烈熱帶風暴。
11月1日凌晨2時，香港天文台和日本氣象廳將其降格為強烈熱帶風暴。凌晨2時半，台灣中央氣象署將其降格為輕度颱風。上午8時，日本氣象廳將其降格為熱帶風暴。上午11時，香港天文台將其降格為熱帶風暴。下午2時，澳門氣象局將其降格為熱帶風暴。晚上8時，日本氣象廳、香港天文台和台灣中央氣象署表示康妮已轉化為溫帶氣旋。中央氣象局對其停止編號並移除該系統。

## 影響

### 菲律賓
當地發出之最高風暴信號：五號風暴信號

### 臺灣
當地發布之颱風警報：海上陸上颱風警報
| 彭佳嶼 · 27.2 m/s板橋 · 10.6 m/s鞍部 · 11.7 m/s竹子湖 · 5.4 m/s淡水 · 14.3 m/s基隆 · 18.2 m/s臺北 · 12.5 m/s新屋 · 19.1 m/s新竹 · 9.5 m/s宜蘭 · 14.3 m/s蘇澳 · 20.1 m/s花蓮 · 23 m/s成功（新港） · 29.1 m/s臺東 · 15.5 m/s大武 · 10.7 m/s蘭嶼 · 59.9 m/s臺中 · 6.9 m/s梧棲 · 16.5 m/s日月潭 · 5.6 m/s阿里山 · 7.4 m/s嘉義 · 11.2 m/s玉山 · 18.4 m/s臺南 · 12.3 m/s高雄 · 6.9 m/s恆春 · 9.9 m/s澎湖 · 17 m/s東吉島 · 31.1 m/s金門 · 13 m/s馬祖 · 13.2 m/sclass=notpageimage\| 中華民國交通部中央氣象署署屬氣象測站測得最大持續風力。圖例： · 測得5級風或以下 · 測得6至7級風 · 測得8至9級風 · 測得10至11級風 · 測得16級風或以上 | 彭佳嶼 · 37.6 m/s板橋 · 27.2 m/s鞍部 · 29.1 m/s竹子湖 · 20.5 m/s淡水 · 36.4 m/s基隆 · 41.4 m/s臺北 · 29.4 m/s新屋 · 33.2 m/s新竹 · 25.2 m/s宜蘭 · 31 m/s蘇澳 · 34.3 m/s花蓮 · 35 m/s成功（新港） · 46.7 m/s臺東 · 32.1 m/s大武 · 28.2 m/s蘭嶼 · 78.2 m/s臺中 · 20.3 m/s梧棲 · 31.7 m/s日月潭 · 14.2 m/s阿里山 · 18.3 m/s嘉義 · 19.8 m/s玉山 · 31.6 m/s臺南 · 25.9 m/s高雄 · 17.6 m/s恆春 · 20.3 m/s澎湖 · 30.2 m/s東吉島 · 44.1 m/s金門 · 25 m/s馬祖 · 24.8 m/sclass=notpageimage\| 中華民國交通部中央氣象署署屬氣象測站測得最大陣風。圖例： · 測得6至7級風 · 測得8至9級風 · 測得10至11級風 · 測得12至15級風 · 測得16級風或以上 |

由於康芮逐漸接近臺灣，交通部中央氣象署於10月29日下午5時半發布海上颱風警報，首報警戒範圍為巴士海峽及臺灣東南部海面。
中央氣象署於30日凌晨5時半發布陸上颱風警報，陸上警戒範圍包含臺東縣及恆春半島。下午5時半持續發布海上陸上颱風警報，全台各地及澎湖縣列為陸上警戒；海上警戒區則為臺灣海峽、臺灣東半部海面、巴士海峽、東沙島海面。全台灣縣、市政府皆宣布10月31日停班、停課，以維護民眾安全。
康芮全台曾停電戶97萬3506戶萬戶，並導致3人死亡、690人受傷，部分公路因土石崩落等緣故中斷。另外中央氣象署位於蘭嶼的風速計遭受損壞。

10月31日「康妮」在台東成功登陸

根據中央氣象署觀測，康芮於10月31日下午1時40分於臺東縣成功鎮登陸，在下午6時40分於雲林縣麥寮鄉出海，總計在臺灣上空停留5小時。11月1日早上8時半，康芮中心位在連江縣東北方海面。因強度減弱，台灣本島脫離暴風圈，陸上警戒解除，僅剩連江縣仍在警戒範圍之內。之後連江縣也脫離暴風圈，中央氣象署在上午11時半解除陸上颱風警報。隨著康妮加速遠離，中央氣象署下午2時半解除所有颱風警報。
截至11月13日下午5時，農業產物及民間設施估計損失計24億1217萬萬元。
康芮創造了多項紀錄，包括有紀錄以來10月最晚登陸的颱風、自1996年颱風賀伯後暴風圈半徑最大的侵台颱風，並使2024年10月和1998年10月並列為最多颱風影響台灣的10月。
颱風康妮來襲造成全台97萬戶停電，創近7年來最大停電紀錄。

### 中國大陸
國家氣象中心發布之最高颱風預警信號： 颱風橙色預警信號
10月31日上午10时，中华人民共和国水利部针对上海、江苏、浙江、福建等4省（直辖市）启动洪水防御Ⅳ级应急响应。

#### 福建省
福建省氣象台發布之最高颱風預警信號： 颱風橙色預警信號
福建省人民政府防汛抗旱指挥部于10月27日下午5时启动防台风Ⅳ级应急响应。福建16条客渡运航线停航，两马、黄马等2条“小三通”客运航线停航，包含福州琅岐～馬祖南竿、福州黃歧～馬祖北竿，泉州南安～金門水頭、廈門五通～金門水頭皆停航。福建境内福平线、衢宁线全部，以及甬广高速线、杭深线、峰福线等铁路部分区段旅客列车停运。10月31日11时，福建省人民政府防汛抗旱指挥部启动防台风Ⅱ级应急响应，同时启动防暴雨Ⅳ级应急响应。
受台风影响，莆田一居民楼楼顶光伏太阳能板被刮到路面，无人受伤。

#### 浙江省
浙江省氣象台發布之最高颱風預警信號： 颱風橙色預警信號
浙江省防指于10月29日下午4时启动海上防台风应急响应，30日9时调整为防台风Ⅳ级应急响应。31日10时将防台风应急响应提升至Ⅲ级，同日16时应急响应提升至Ⅱ级，浙江省内海上客运航线停航，部分城市学校于11月1日停课一天。截至11月1日上午9时，全省共转移28.2万人。此外，受台风“康妮”影响，近24小时甬江流域降雨量113毫米。11月1日10时10分，甬江流域姚江大闸站水位达到警戒水位，甬江发生今年第1场编号洪水。

#### 广东省
广东省氣象台發布之最高颱風預警信號： 颱風藍色預警信號
10月30日上午9时，广东省防汛防旱防风总指挥部启动防风Ⅳ级应急响应。

#### 上海市
上海中心气象台發布之最高颱風預警信號： 颱風藍色預警信號
下列三区氣象台發布之最高颱風預警信號： 颱風黃色預警信號（崇明区、浦东新区、奉贤区）
10月31日上午9时，上海中心气象台發布台风蓝色预警，上海市防汛指挥部同步启动全市防汛防台Ⅳ级响应行动。17时發布暴雨黄色预警，上海市防汛指挥部同步调整为防台风Ⅲ级应急响应。22时改發暴雨橙色预警，上海市防汛指挥部同步调整为防汛防台Ⅱ级应急响应。11月1日早上9时前后，崇明区、浦东新区、奉贤区分别改發台风黄色预警信号。同日11时，改發暴雨黄色预警，防汛指挥部同步调整为防台风Ⅲ级应急响应。同日18时，上海中心气象台解除暴雨黄色预警信号，除浦东、奉贤、崇明三区外，其余各区的防汛防台III级响应行动调整为Ⅳ级。同日21时10分，随着台风“康妮”转变为温带气旋，解除台风预警，改发大风蓝色预警，同步终止本市防汛防台Ⅳ级响应行动。
受台风“康妮”影响，10月30日晚上10时至11月1日凌晨5时，上海普降暴雨。最大降雨量出現在普陀區甘泉路街道，降雨量為125.0毫米。10月31日至11月1日途经杭深铁路、沪昆高铁、杭台高铁等线路的部分旅客列车临时停运。此外，全上海高速公路、城市快速路、跨江（海）大桥（含东海大桥、长江大桥）自21时起开始临时交通管控措施，限速每小时60公里；至22时30分调整为限速每小时40公里。截止10月31日24时左右，已转移安置群众9.1万人。上海杭州湾北岸、东北片区的部分高校受台风天气影响，课程讲授改为线上进行。上海市教育考试院原定于11月1日的普通话水平测试延期至11月3日举行。上海市教委表示，因11月1日强降雨延误到校不作迟到处理，确有到校困难的可以请假。11月1日，部分上海轮渡也因台风影响而停航。强降水不仅刷新最晚强降水记录，还致苏州河部分亲水平台被淹。
11月1日下午，台风逐渐减弱，13时起，上海城市快速路取消临时限速措施，恢复正常通行。22时起，所有道路临时管控措施解除。

#### 江苏省
江苏省氣象台發布之最高颱風預警信號： 颱風藍色預警信號
江苏省防汛抗旱指挥部于10月31日上午9时半在东南部地区启动防汛Ⅳ级应急响应。

### 日本
當地發佈之最高風力警報：强风注意警报
受溫帶氣旋康妮影響，九州等西日本地區出現破紀錄大雨，長崎縣松浦市與平戶市24小時雨量超過350毫米，是當地往年11月整個月雨量的2倍以上。截至11月2日上午9時，福岡市24小時雨量達248毫米，山口市211.5毫米，廣島市187.5毫米，合共127地雨量刷新11月紀錄。
在暴雨影響下，JR東海道、山陽新幹線的東京站至博多站區間一度停駛，其後恢復營運；廣島縣JR鐵路亦全部停駛。

## 熱帶氣旋警告使用紀錄

### 菲律賓
| 菲律賓大氣地球物理及天文服務管理局 風暴信號 | 菲律賓大氣地球物理及天文服務管理局 風暴信號 | 菲律賓大氣地球物理及天文服務管理局 風暴信號 |
| ------------------------------------------- | ------------------------------------------- | ------------------------------------------- |
| 上一熱帶氣旋                                | 一號風暴信號                                | 下一熱帶氣旋                                |
| 強烈熱帶風暴潭美                            | 一號風暴信號                                | 颱風銀杏                                    |
| 強烈熱帶風暴潭美                            | 二號風暴信號                                | 颱風銀杏                                    |
| 強烈熱帶風暴潭美                            | 三號風暴信號                                | 颱風銀杏                                    |
| 超強颱風山陀兒                              | 四號風暴信號                                | 颱風銀杏                                    |
| 超強颱風蘇拉                                | 五號風暴信號                                | 超強颱風天兔                                |

### 臺灣
| 交通部中央氣象署 颱風警報   | 交通部中央氣象署 颱風警報 | 交通部中央氣象署 颱風警報 |
| --------------------------- | ------------------------- | ------------------------- |
| 上一熱帶氣旋                | 海上颱風警報              | 下一熱帶氣旋              |
| 強烈颱風山陀兒              | 海上颱風警報              | 中度颱風天兔              |
| 強烈颱風山陀兒              | 陸上颱風警報              | 中度颱風天兔              |
| 交通部中央氣象署 國家級警報 |                           |                           |
| 強烈颱風山陀兒              | 颱風強風告警              | 中度颱風丹娜絲            |

### 中國大陸
| 国家气象中心 颱風預警信號 | 国家气象中心 颱風預警信號 | 国家气象中心 颱風預警信號          |
| ------------------------- | ------------------------- | ---------------------------------- |
| 上一熱帶氣旋              | 颱風藍色預警信號          | 下一熱帶氣旋                       |
| 颱風潭美                  | 颱風藍色預警信號          | 超強颱風銀杏 颱風桃芝 超強颱風天兔 |
| 颱風潭美                  | 颱風黃色預警信號          | 超強颱風銀杏                       |
| 超強颱風山陀兒            | 颱風橙色預警信號          | 颱風蝴蝶                           |

## 外部連結
| 太平洋颱風季             |
| 主題頁 - 專題 - 編輯指南 |

- 23W.KONG-REY from the United States Naval Research Laboratory
- General Information of Typhoon Kong-rey (2421) from Digital Typhoon